# Велика народна скупштина у Крагујевцу (1834)
Велика народна скупштина у Крагујевцу је одржана 1—5. фебруара 1834.

## Коначно присаједињење области
Напослетку је и Порта попустила, те издала и трећи, коначни хатишериф, којим су дефинитивно уређени српски послови. Кнез Милош је подигао буну у областима које је требало по хатишерифу да буду присаједињене Србији, и заузео их тачно према границама из Карађорђева времена; пристао је да се захтев о исељењу Турака унеколико модификује; y Цариграду Русија је била свемоћна; Порта је, дакле, морала да попусти. Добивши и тај хатишериф, кнез Милош сазвао је велику народну скупштину у Крагујевцу да га пред њом свечано објави. Како се пак наметала потреба да се на нов начин регулише питање данка који је Србија имала да плаћа Турској отсеком, на тој скупштини требало је да буду донесна решења и о пореској реформи.
Скупштина се састала 1. фебруара 1834. у Крагујевцу. Отворвна је беседом Кнеза Милоша, па јој је саопштен извештај о свечаној аудијенцији коју је султан дао Авраму Петронијевићу као представнику Српског народа и Кнеза Милоша. По томе је прочитан и протумачен нови хатишериф. Овој скупштини присуствовали су, први пут, и представници присаједињених области.
Кнез Милош је у беседи казао да су сада заиста свршени сви послови које је карод имао са Портом. Скупштинари су ту изјаву примили са великим одушевљењем, благосиљајући име Кнежево, султана Махмуда и Цара Николаја, „а нису остала без возгласа „вечна им памјат" ни она браћа Срби који су од 1804. до 1813. године, ни они који су 1815. до 1833. године, пали за отечество на битвишту, свиколици, ког времена, имена и чина били да били".
Не мање важна саопштења била су она финансијске природе која је Милош нагласио у беседи. Свршивши све своје послове с Портом, Србија се нашла пред крупним реформама у свим пранама државног и друштвеног живота. Пореска реформа била је понајважнија. Милош је ради тога тражио мишљење од скупштине како да се та питања регулишу и дао јој рок од неколико дана да му преда одговор.
Скупштина се дала на посао да састави и Кнезу поднесе тражене предлоге. 3. фебруара скупштина је Кнезу предала своје писмене предлоге, о којима се кнез 4. фебруара разговарао са скупштинарима који су, ма да је реформа изискивала нове терете и намете, били расположени и били спремни на сваку жртву.
Фебруарска скупштина из 1834. била је прва чији нам се опис сачувао у једном српског листу. „Новине сербске" донеле су исцрпан опис скупштине, у коме се налази много интересантиих детаља. „Као год што на француским и енглеским скупштинама на дан започимања... кад краљеви њини слова са престола говоре и мало и велико у салу заседанија врви, тако је и данас сав мушки пол крагујевачки житеља к цркви поитао" — каже се у томе извештају. Даље се описује долазак Кнеза Милоша, читање беседе и других извештаја, радост и весеље скупштинара, итд.